# Lars Glennert
Lars Glennert, född 2 mars 1944, är tidigare klubbdirektör i Färjestad BK. Han tillträdde den posten 1999 då han ersatte sin avlidne bror Kjell Glennert. Han var klubbdirektör i föreningen fram tills 2008, då han gick i pension. Han ersattes av Håkan Loob.